# Tanna-szigeti csillagosgalamb
A tanna-szigeti csillagosgalamb (Gallicolumba ferruginea) a madarak osztályának galambalakúak (Columbiformes) rendjéhez és a galambfélék (Columbidae) családjához tartozó kihalt faj.
Egyedül Johann Reinhold Forster és fia találkozott vele 1774-ben, csak egy festmény maradt fenn utána.

## Előfordulása
A Csendes-óceán délnyugati részén található Vanuatuhoz tartozó Tanna-szigetén volt honos.

## Kihalása
Kihalását feltehetően a betelepített patkányok okozták a 19. század végén.